# 타티아나 산토 도밍고
타티아나 산토 도밍고(스페인어: Tatiana Santo Domingo, 1983년 11월 24일 ~ )는 타티아나 카시라기로도 알려진 그녀는 미국 태생의 콜롬비아-모나코 사교계 명사이자 상속녀이자 패션 디자이너이다. 그녀는 패션 회사인 Muzungu Sisters의 설립자이자 모네가스크 왕위 계승 서열 4위인 안드레아 카시라기의 아내이다.